# Chanas, Isère
Chanas este o comună în departamentul Isère din sud-estul Franței. În 2009 avea o populație de 2.339 de locuitori.

## Evoluția populației
| An        | 1975  | 1982  | 1990  | 1999  | 2006  | 2009  |
| --------- | ----- | ----- | ----- | ----- | ----- | ----- |
| Populație | 1.451 | 1.484 | 1.727 | 1.931 | 2.255 | 2.339 |